# Еймън де Валера
Еймън де Валера (на английски: Eamon de Valera), известен и като Едуард де Валера, е ирландски патриот и държавник, служил неколкократно като министър-председател (1932 – 48, 1951 – 54, 1957 – 59) и президент (1959 – 73) на република Ирландия. Активен революционер от 1913 г., той оглавява Шин Фейн през 1917 г. и основава партията Фиана Файл (Fianna Fáil) през 1926 г. През 1937 г. има голям принос за установяването на страната като суверенна държава под името Ейре. Математик по образование, той става ректор на Националния университет на Ирландия през 1921 г.